# Ormiscodes naias
Ormiscodes naias är en fjärilsart som beskrevs av Eugène Louis Bouvier 1929. Ormiscodes naias ingår i släktet Ormiscodes och familjen påfågelsspinnare. Inga underarter finns listade i Catalogue of Life.